# جاستن بيرنت
جاستن بيرنت (بالإنجليزية: Justin Burnett)‏ هو ملحن أمريكي، ولد في 2 مايو 1973.

## وصلات خارجية
- الموقع الرسمي
- جاستن بيرنت على موقع IMDb (الإنجليزية)
- جاستن بيرنت على موقع ألو سيني (الفرنسية)
- جاستن بيرنت على موقع ميوزك برينز (الإنجليزية)
- جاستن بيرنت على موقع أول موفي (الإنجليزية)
- جاستن بيرنت على موقع بوكس أوفيس موجو (الإنجليزية)
- جاستن بيرنت على موقع أول ميوزيك (الإنجليزية)
- جاستن بيرنت على موقع ديسكوغز (الإنجليزية)
- جاستن بيرنت على موقع قاعدة بيانات الفيلم (الإنجليزية)
- جاستن بيرنت على موقع كينوبويسك (الروسية)